# Денисовское сельское поселение (Кировская область)
Денисовское сельское поселение — муниципальное образование в составе Слободского района Кировской области России.
Центр — деревня Денисовы.

## История
Денисовское сельское поселение образовано 1 января 2006 года согласно Закону Кировской области от 07.12.2004 № 284-ЗО.

## Население
| 2010  | 2012  | 2013  | 2014  | 2015  | 2016  | 2017  |
| ----- | ----- | ----- | ----- | ----- | ----- | ----- |
| 1566  | ↗1581 | ↗1587 | ↗1604 | ↗1606 | ↘1591 | ↗1596 |
| 2018  | 2019  | 2020  | 2021  |       |       |       |
| ↘1585 | ↗1605 | ↘1568 | ↗1665 |       |       |       |

## Состав
В состав поселения входят 21 населённый пункт (население, 2010):
| - д. Денисовы — 621 чел.; - д. Башарово — 0 чел.; - д. Беляевская — 17 чел.; - д. Большое Бузаново — 0 чел.; - д. Верхние Кропачи — 140 чел.; - д. Долматовы — 0 чел.; - д. Ерусалимы — 8 чел.; | - д. Ефимовы — 0 чел.; - д. Забегаево — 0 чел.; - д. Карповы — 29 чел.; - д. Ключи — 1 чел.; - д. Лопаткины — 2 чел.; - д. Новые Минчаки — 1 чел.; - д. Огорельцевы — 0 чел.; | - д. Петровы — 0 чел.; - д. Скоковы — 35 чел.; - д. Слободка — 7 чел.; - с. Совье — 470 чел.; - д. Сорвино — 3 чел.; - п. Стеклофилины — 305 чел.; - д. Степкины — 2 чел. |